# Cutry (Meurthe y Mosela)
 Cutry  es una población y comuna francesa, en la región de Lorena, departamento de Meurthe y Mosela, en el distrito de Briey y cantón de Mont-Saint-Martin.

## Demografía
| 699 | 872 | 1096 | 1048 | 887 | 903 |
| Para los censos de 1962 a 1999 la población legal corresponde a la población sin duplicidades (Fuente: INSEE [Consultar]) |     |      |      |     |     |